# 托比亞斯·西佩爾
托比亞斯·西佩爾（德語：Tobias Sippel；1988年3月22日—）是一位德國足球運動員，場上司职守門員，現在效力於德甲球隊门兴格拉德巴赫。